# Carex angustiutricula
Espèce
Classification phylogénétique
Carex angustiutricula est une espèce de plantes du genre Carex et de la famille des Cyperaceae.